# Katedrála Blahoslavené Matky Terezy (Priština)

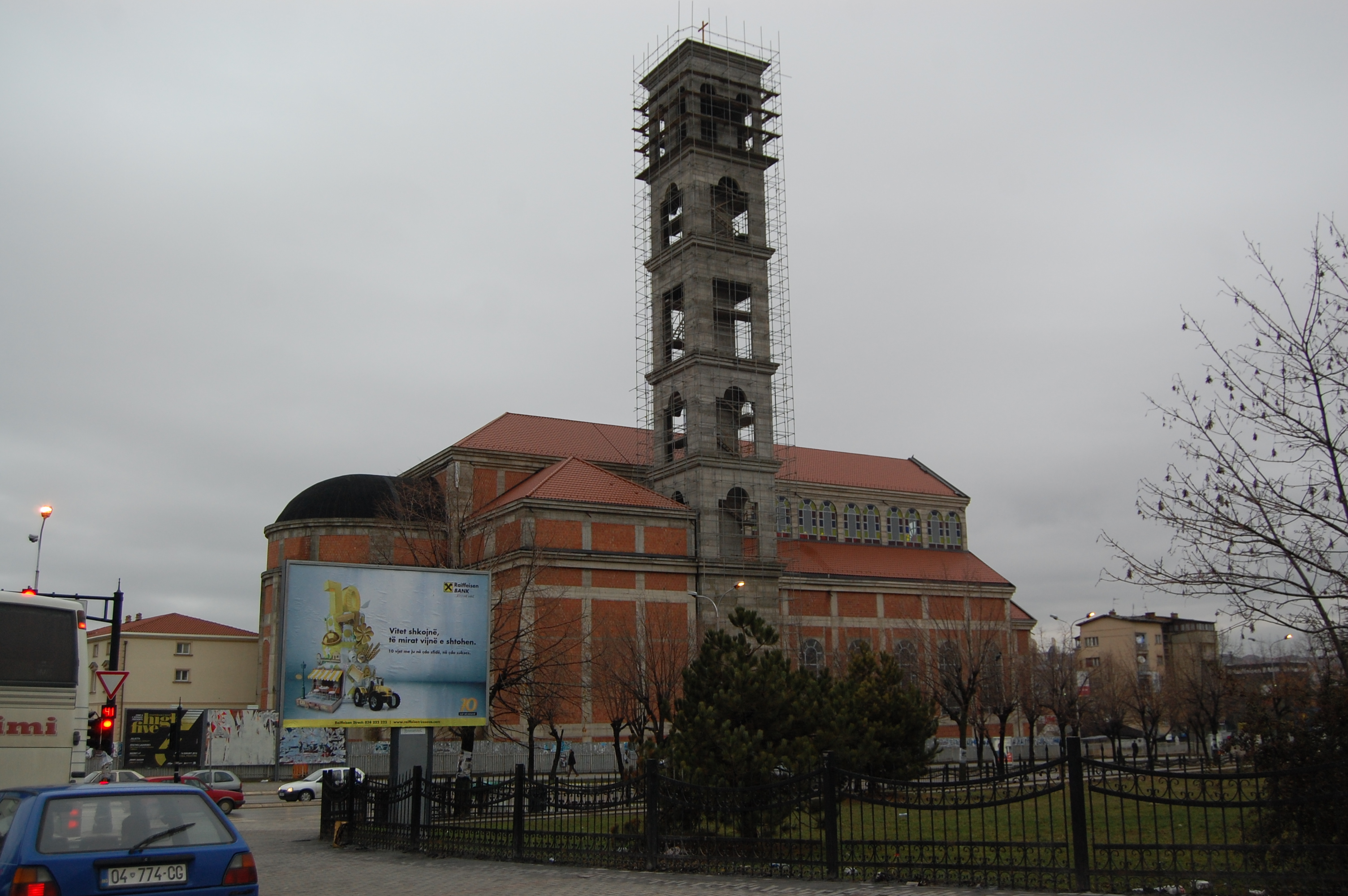
Katedrála blahoslavené Matky Terezy v únoru 2013

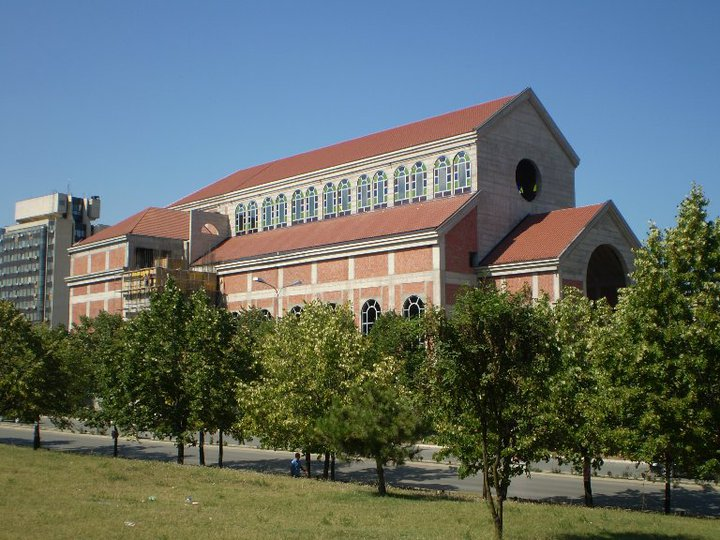
Chrám v roce 2010.

Kаtedrála Blahoslavené Matky Terezy v Prištině (albánsky Katedralja e së Lumes Nënë Tereza në Prishtinë, srbsky Катедрала Мајке Терезе/Katedrala Majke Tereze) se nachází v hlavním městě Prištině jako hlavní katolické církve v Kosovu.

## Dějiny
Základní kámen katolické katedrály byl položen 26. srpna 2005 v přítomnosti tehdejšího kosovského prezidenta Ibrahima Rugovy. Intenzivnější práce začaly probíhat až v roce 2007 a v roce 2010 byla katedrála dobudována.
Pojmenována byla podle blahoslavené Matky Terezy, která pocházela z albánské katolické rodiny ze Skopje. Její matka Drano pocházela z města Đakovica v dnešním Kosovu.

## Architektura
Chrám je vybudován v novorománském architektonickém stylu, čímž stavba zdůrazňuje vztah kosovských katolíků s katolickým Západem. Součástí chrámu jsou i dvě boční monumentální zvonice. Jedná se o největší římskokatolický chrám na Balkánském poloostrově.[zdroj?]